# Geología de Argentina

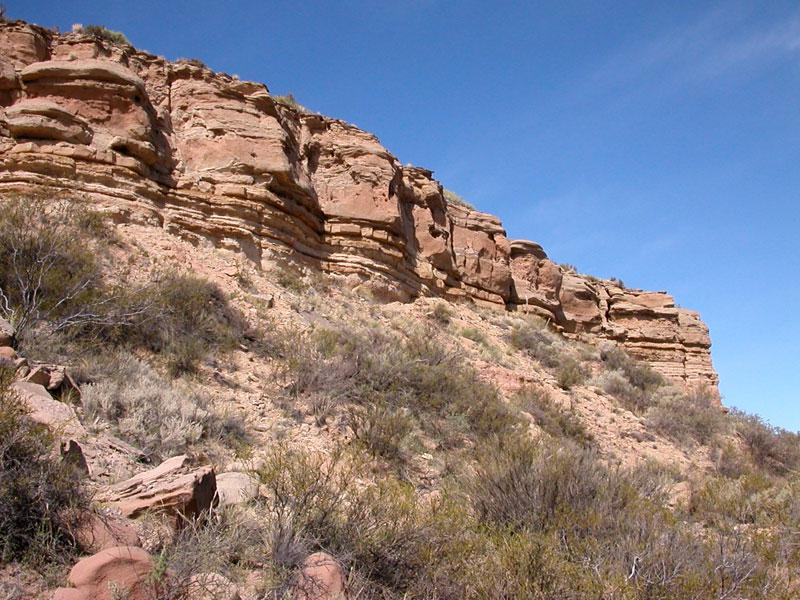
Formación Anacleto (Cretácico superior) en proximidades de la R.P.6 - Río Negro

La geología de Argentina describe la composición y la historia de la formación y desarrollo de las regiones geológicas que hoy comprende la Argentina. Entre las unidades geológicas argentinas destacan el sistema de los Andes al oeste, tectónicamente activo, y la zona oriental, más estable, compuesta por los zócalos precámbricos del macizo patagónico al sur y el escudo o macizo de Brasilia al norte y, apoyada sobre este, la llanura chaco-pampeana, formada por la acumulación en épocas geológicas recientes de sedimentos marinos y volcánicos.
El territorio continental argentino está incluido en tres grandes regiones geológicas: el macizo patagónico, que ocupa el sur del país, es un basamento proveniente de los tiempos precámbricos; el sistema de los Andes, al oeste originado por el Plegamiento Andino; y el Escudo o Macizo de Brasilia (cuyo borde sudoeste atraviesa el oeste de la Mesopotamia: Misiones, Corrientes y Entre Ríos) basamento surgido en los tiempos precámbricos; formando estos tres (junto con el escudo de las Guyanas) el basamento estable del subcontinente sudamericano, entre los cuales se formó por la acumulación de sedimentos marinos y volcánicos provenientes de las otras tres regiones, la llanura Chaco-Pampeana.

## Composición
Argentina está formada por las mismas unidades tectónicas básicas del resto del continente sudamericano.
La cordillera de los Andes se extiende de norte a sur en la zona occidental, paralela a la costa del Pacífico; originada durante la era Terciaria, se caracteriza por
altas elevaciones e intensa actividad volcánica y sísmica.
La parte oriental del país se apoya sobre dos bloques antiguos que se tocan en el Río Colorado: la meseta Patagónica, al sur, está formada por mesetas escalonadas hacia el este, recubiertas por cantos o depósitos eólicos. Los bordes forman barrancos, pronunciados con desniveles de hasta 200 m. Los valles fluviales discurren de oeste e este; este escudo se prolonga hacia el océano Atlántico, dando lugar a la plataforma continental de la que sobresalen las islas Malvinas. El macizo de Brasilia constituye la base del norte del país; se encuentra por la mayor parte recubierto de sedimentos excepto por algunos afloramientos en las Sierras Pampeanas, Puna, Sierras de Tandilia e isla Martín García.
Finalmente, las cuencas sedimentarias de formación reciente están representadas por la llanura chaco-pampeana, que se extiende desde el pie de los Andes hasta el Atlántico y comprende las llanuras del Chaco, la Pampa y la Mesopotamia argentina. La cuenca del río Paraguay ocupa el extremo oriental. Las zonas occidental y central están drenadas por los ríos procedentes de los Andes. En el sur, la poca pendiente del relieve y los suelos arcillosos originan una zona
altamente inundable.

## Historia geológica de Argentina

### Tiempos Precámbricos
Durante el Precámbrico, Sudamérica estaba unida a África, India, Australia y a la Antártida oriental formando Gondwana. En esta era se formaron las rocas que constituyen la base continental de Argentina y el resto de América del Sur, y se consolidaron los cratones de Brasilia y Patagonia, formados por la deposición de sedimentos y posteriores intrusiones magmáticas. Los diversos ciclos orogénicos de esta era dieron lugar a los terrenos de la llanura bonaerense e isla de Martín García
Desde final del Proterozoico se fueron depositando en el borde occidental de la placa sudamericana grandes masas de sedimentos marinos y continentales, iniciando los ciclos orogénicos del Paleozoico

### Era Paleozoico
A inicios del Paleozoico (550 millones de años atrás) se produce un plegamiento y el levantamiento de los sedimentos acumulados desde fines del Precámbrico en el borde occidental de la placa Sudamericana. Como resultado de ese movimiento, se forman las Sierras Pampeanas y la Precordillera de La Rioja, San Juan y Mendoza; y también el Sistema de Famatina. Hacia fines de la era (hace 225 millones de años) se produce una nueva orogenia, que forma la Cordillera Oriental y la Cordillera Frontal, y que también afecta a la Precordillera y Famatina.

### Era Mesozoico
En el Mesozoico los continentes empiezan a desplazarse a su configuración actual, tras una reunión de las masas continentales que tuvo lugar a finales del Paleozoico. América del Sur se separó de la Antártida y de África durante el periodo Cretácico.
En esta era la formación orogénica tuvo lugar principalmente en la Cordillera Fueguina y en la región insular al este del cabo de Hornos. Este ciclo orogénico se inicia con el proceso de apertura del Atlántico sur. Se formaron el sistema de Ventania, en la provincia de Buenos Aires y el sistema de Patagónides (desde Neuquén hasta el lago Musters, en Chubut). La intensa actividad volcánica durante el Cretácico cubrió de cenizas la Patagonia, resultando en bosques petrificados.
Hacia el norte, los procesos predominantes fueron la aparición de fracturas debidas al movimiento de deriva continental, el consiguiente hundimiento de terrenos. El mar penetró sobre los bloques hundidos del macizo de Brasilia y fue depositando sedimentos marinos, que hoy forman parte de las llanuras. Los materiales resultantes de la erosión de las cordilleras de oeste y los sedimentos marinos también rellenaron los rifts o cuencas en el oeste de Patagonia; este proceso de sedimentación dio lugar a la formación de importantes yacimientos de hidrocarburos.

### Era Cenozoico
El Cenozoico se divide en tres periodos: Paleógeno, Neógeno y Cuaternario.
En los períodos Paleógeno y Neógeno (desde hace 65 millones de años) comienza el último proceso orogénico de gran magnitud que afecta al actual territorio argentino: el que provoca la formación de varios sectores de lo que se conoce como la Cordillera de los Andes: se levanta la Cordillera Principal. Se trata de un movimiento iniciado hace 65 millones de años y que aún persiste; de hecho, la Cordillera continúa ascendiendo, en promedio, un centímetro por año. 
Este proceso orogénico, además, transformó la mayoría de los relieves preexistentes. Por ejemplo, fractura y levanta la Puna, las cordilleras Oriental y Frontal (por ej el Aconcagua está en Cord. Frontal, pero al levantarse la cord Principal, rompe en bloques la cordillera Frontal y termina levantando más alto algunos bloques de la cordillera anteriormente formada), la Precordillera, las Sierras Pampeanas y el Sistema de Tandilia también sufrieron movimientos por el levantamiento de la cordillera principal. Otros bloques se hundieron y fueron cubiertos por capas de sedimentos, lo que favoreció la formación de planicies y llanuras.
El macizo de Brasilia es fracturado en bloques que se elevan y se hunden. Los bloques levantados forman las Sierras Pampeanas en el centro y las de Tandilia en Buenos Aires; los bloques hundidos formaron la cubeta sedimentaria sobre la que se forma en el Cuaternario la Llanura Chaco Pampeana.
El comienzo del Cuaternario está definido por el inicio de fluctuaciones climáticas, con temperaturas medias entre unos 4 y 5 °C más bajas que las actuales. En las latitudes altas y templadas, así como en las regiones elevadas de los Andes se forman enormes glaciares que descendieron hacia zonas más bajas formando valles y lagos de origen glaciar y depósitos de morrenas.